# Cantonul Saverne
Cantonul Saverne este un canton din arondismentul Saverne, departamentul Bas-Rhin, regiunea Alsacia, Franța.

## Comune
- Balbronn
- Cosswiller
- Romanswiller
- Traenheim
- Wangenbourg-Engenthal
- Wasselonne
- Westhoffen